# Марія-Антуанетта Гогенцоллерн
Марія-Антуанетта Гогенцоллерн (нім. Marie Antoinette, Prinzessin von Hohenzollern, фр. Marie-Antoinette de Hohenzollern), (нар. 23 жовтня 1896 — пом. 4 липня 1965) — принцеса Гогенцолерн, донька принца Карла Антона Гогенцоллерна та бельгійської принцеси Жозефіни, дружина барона Егона фон Ерла Вальдгріз та Лібенахського.

## Біографія
Марія-Антуанетта народилась 23 жовтня 1896 року у Потсдамі другою дитиною та другою донькою в родині принца Карла Антона Гогенцоллерна-Зігмарінгена та його дружини принцеси Жозефіни Бельгійської. Мала старшу сестру Стефанію, а згодом народився молодший брат Альбрехт. Ще одна молодша сестра померла немовлям.
Від 1909 року резиденцією сім'ї став замок Намеді. Дядько Марії-Антуанетти того ж року став королем Бельгії під іменем Альберта I.
Батько, повернувшись хворим з фронтів Першої світової війни, пішов з життя у лютому 1919-го. Сестра Стефанія наступного року пошлюбилася із бароном Фуґером фон Ґлоттом.
27 листопада 1924 року 28-річна Марія-Антуанетта одружилася з 31-річним бароном Егоном фон Ерлом цу Вальдгріз та Лібенах. Весілля відбулося в Юберлінгені. У шлюбі народила трьох дочок та сина.
Марія-Антуанетта померла на батьківщині чоловіка, в Больцано, 4 липня 1965 року. Чоловік пережив її на 16 років.

## Родина
Чоловік — Егон фон Ерл Вальдгріз та Лібенахський
Діти:
- Вероніка (1926—1942) — померла перед своїм 16-річчям, була неодружена;
- Стефанія (1930—1998) — дружина Йозефа фон Цаллінґер-Штіллендорф, мала чотирьох дітей;
- Єлизавета (1932—2011) — дружина барона Бернхарда фон Гохенбюхеля, мала шестеро дітей;
- Карл Йозеф (нар.1935) — барон фон Ерл Вальдгріз та Лібенах, одружений з графинею Ізабеллою Крістіаною Ческі а Санта-Кроче, має чотирьох дітей.